# Neta S
Neta S – elektryczny i hybrydowy samochód osobowy klasy wyższej produkowany pod chińską marką Neta od 2022 roku.

## Historia i opis modelu

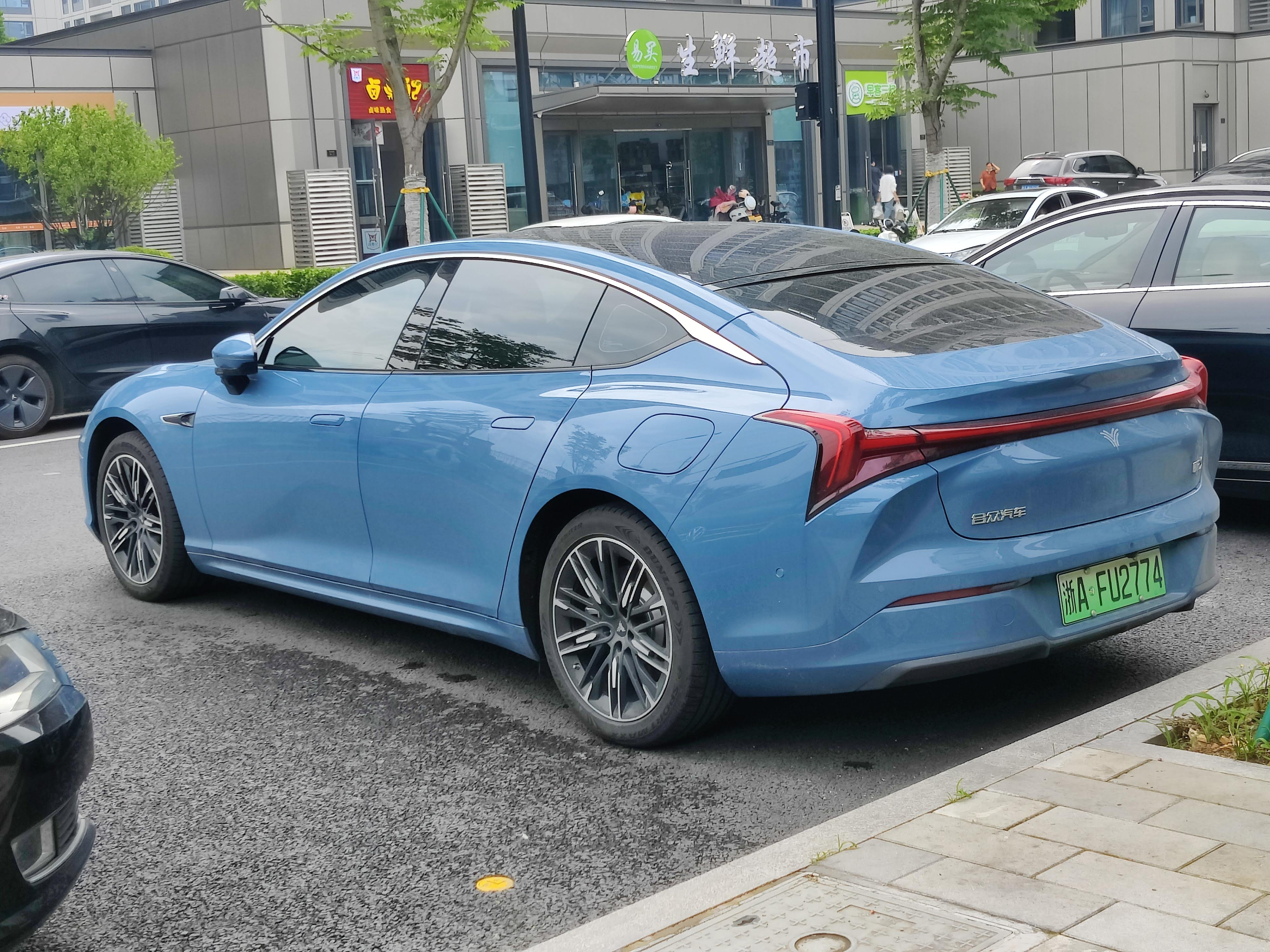
Neta S – tył

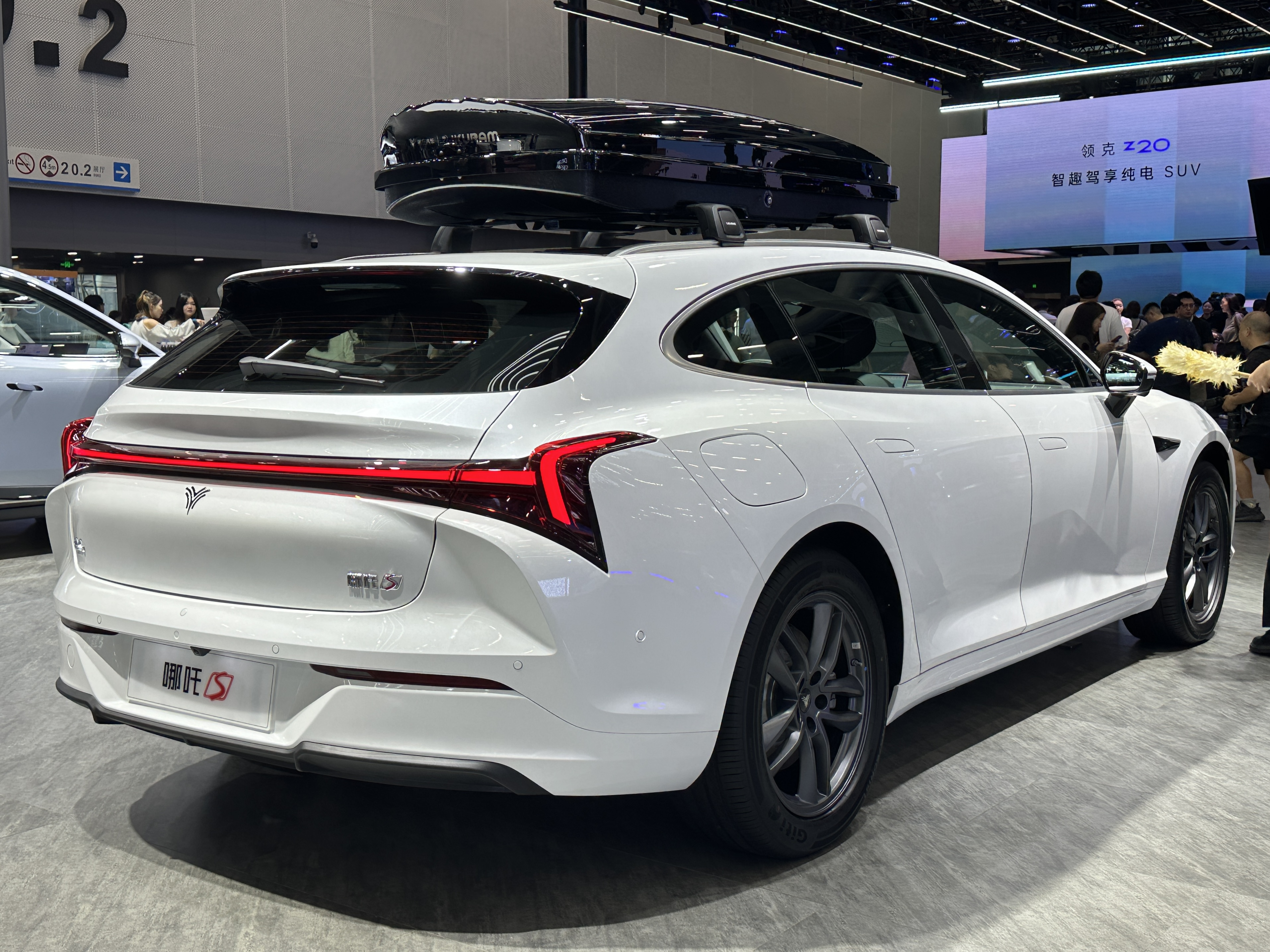
Neta S Hunting

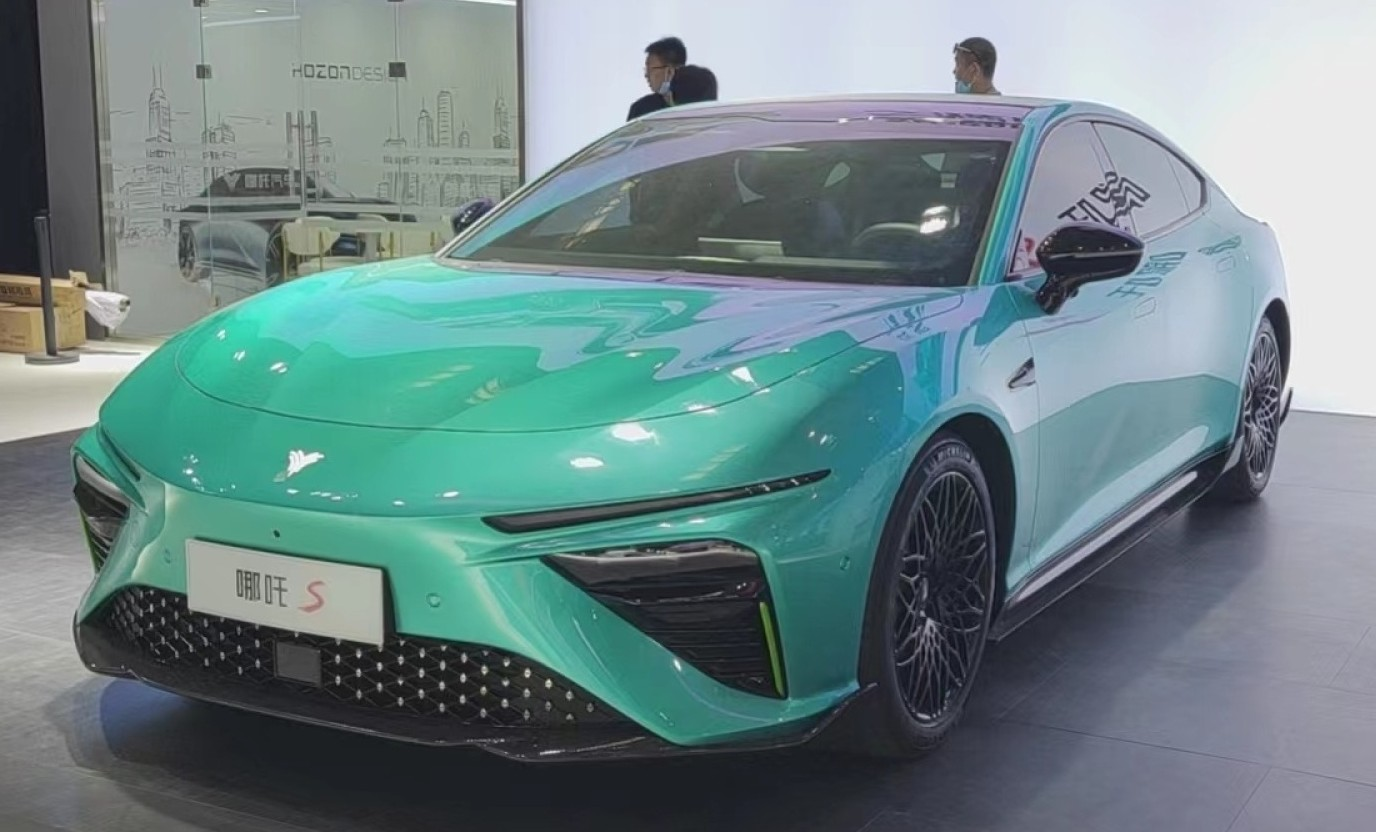
Neta S Yaoshi

Studyjną zapowiedzią pierwszego klasycznego samochodu osobowego Neta, marki samochodów elektrycznych przedsiębiorstwa Hozon Auto, był przedstawiony w 2020 roku prototyp Neta Eureka 03 Concept. Rok później, w kwietniu 2021 roku podczas międzynarodowych targów samochodowych Shanghai Auto Show przedstawione zostało drugie, tym razem bliższe formy produkcyjnej studium Neta S Concept, które zapowiedziało kluczowe cechy stylistyczne, a także rozwiązania technologiczne i wstępne parametry układu napędowego wobec szykowanej wersji seryjnej.
Produkcyjna Neta S zadebiutowała ostatecznie w kwietniu 2022, przyjmując postać 4-drzwiowego sedana z łagodnie opadającą linią dachu w stylu nadwozi fastback. Wyższej klasy model przyjął zawarte już w poprzedzających debiut prototypach smukłe proporcje nadwozia charakteryzujące się szpiczastym kształtem nadwozia, a także dwurzędowymi reflektorami o ostrym kształcie. Pas przedni wzbogaciły dodatkowo duże imitacje wlotów powietrza. Neta S została wyposażona w system autonomicznej jazdy czwartego poziomu, która obsługuje technologię 5G oraz OTA, monitorując otoczenie za pomocą 6 kamer, 3 lidarów oraz 5 radarów.
Kabina pasażerska utrzymana została w luksusowo-cyfrowej estetyce, wykorzystując do wykończenia m.in. drewno, skórę czy alcantarę. W wyposażeniu standardowym znalazł się rozbudowany system nagłośnieniowy składający się z 21 głośników i wzmacniacza o mocy 1216 W. Deskę rozdzielczą zdominowały trzy wyświetlacze: cyfrowe wskaźniki o przekątnej 13,3 cala, boczny 12,3 calowy ekran dotykowy pasażera oraz centralny, pionowy ekran systemu multimedialnego położony pod kątem o przekątnej 17,6 cala. Ponadto, przed kierowcą znalazł się też rozbudowany wyświetlacz przezierny.
W lipcu 2022 zaprezentowano specjalną wersję Yaoshi Limited Edition, która poza inną paletą lakierów, czarnym malowaniem chromowanych akcentów nadwozia i dedykowanym wzorem alufelg, wyróżniła się przede wszystkim przednimi drzwiami uchylanymi do góry wzorem podobnego wariantu konkurencyjnego Xpenga G7.
Po 2 latach rynkowej obecności, w czerwcu 2024 gamę wariantów nadwozia oprócz dotychczas dostępnego 4-drzwiowego sedana poszerzyło także 5-drzwiowe kombi, która otrzymała przydomek Neta S Hunting.

### Sprzedaż

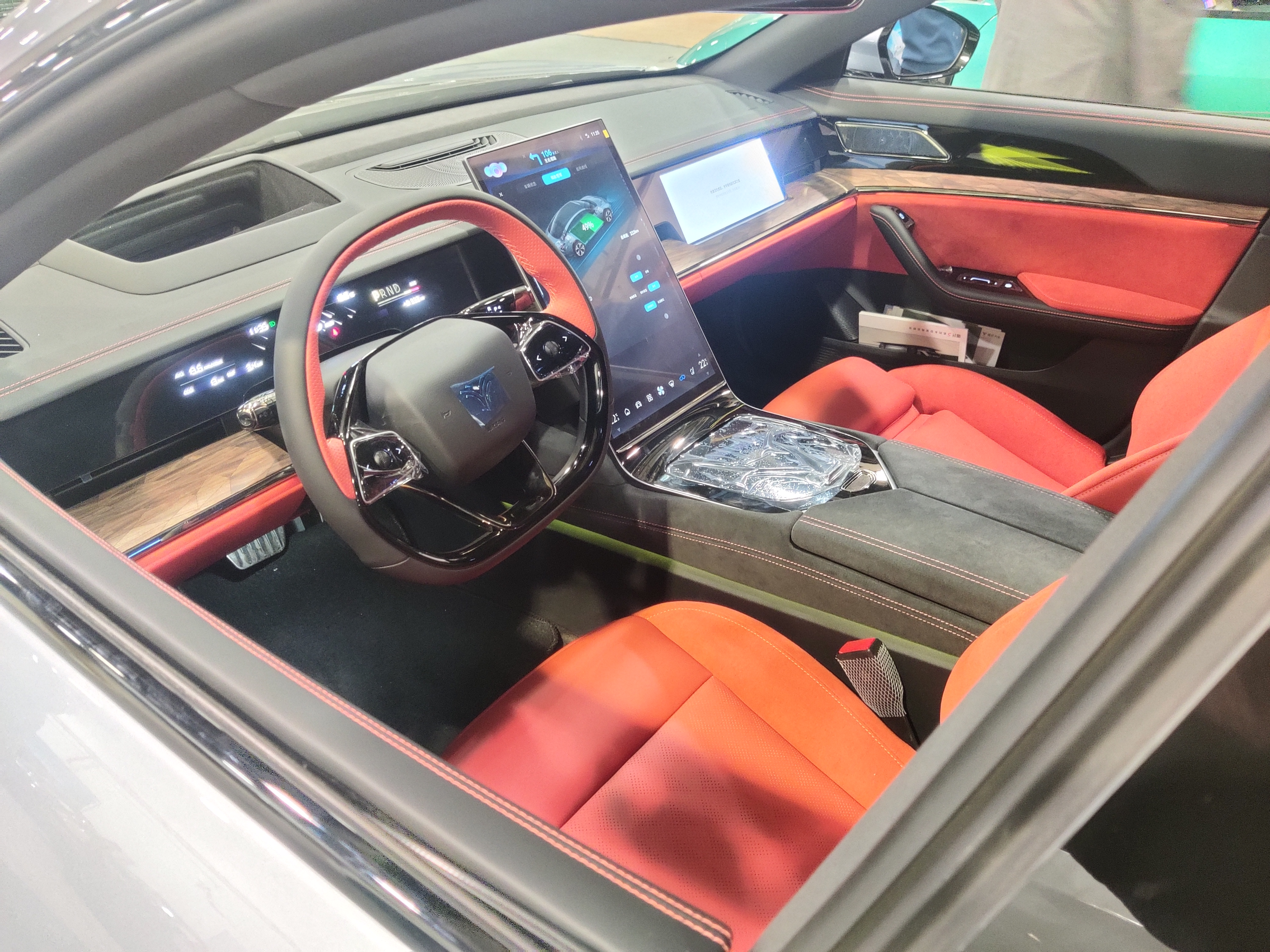
Neta S - kokpit

Podobnie jak w przypadku innych pojazdów produkowanych przez Hozon Auto, Neta S została zbudowana przede wszystkim z myślą o wewnętrznym rynku chińskim, z myślą o którym produkcja ulokowana została w zakładach w Jiaxing. Sprzedaż flagowego sedana rozpoczęła się pod koniec lipca 2022, z cenami rozpoczynającymi się od pułapu 199 880 juanów i za konkurencję obierając modele takich rodzimych firm jak BYD, Leapmotor czy Xpeng. W grudniu 2022 samochód oficjalnie zadebiutował także na pierwszym zagranicznym rynku, w Tajlandii, z planami sprzedaży od 2024 roku.

### Dane techniczne
Neta S to zaawansowany technicznie samochód, który opracowany został z myślą o dwóch wariantach napędowych: hybrydowym lub elektrycznym. Ten pierwszy dzięki współudziale turbodoładowanego silnika benzynowego o pojemności 1,5 litra pozwala przejechać łącznie do 1100 kilometrów. W pełni elektryczna odmiana trafiła do sprzedaży z napędem na tylne lub owie osie, z czego topowy AWD rozwija moc 455 KM i 620 Nm maksymalnego momentu obrotowego, rozpędzając się do 100 km/h w 3,9 sekundy. Tylnonapędowa Neta S osiąga zasięg na jednym ładowaniu 520 lub 715 kilometrów, z kolei AWD może przejechać do 520 kilometrów przy jednym ładowaniu. Akumulatory dostarcza chińska firma CATL. 